# Association internationale pour l'histoire des religions
L'Association internationale pour l'histoire des religions (IAHR) rassemble des associations nationales et régionales pour l'étude universitaire de la religion. Elle est membre du Conseil international de la philosophie et des sciences humaines (CIPSH) de l'UNESCO. Elle a été fondée en 1950 au cours du VIIe Congrès international de l'histoire des religions à Amsterdam.
Un colloque est organisé tous les cinq ans. Un colloque a lieu en 2010 à Toronto au Canada. 
Raffaele Pettazzoni en fut le président de 1950 à 1959.